# Irene von Thessaloniki († 304)
Irene von Thessaloniki (auch Irenia; * im 3. Jahrhundert in Aquileia, Italien; † 304 in Thessaloniki, Griechenland) war eine Märtyrin des frühen Christentums. Viel ist über das Leben Irenes nicht überliefert. Der Überlieferung zufolge erlitt sie in der Christenverfolgung unter Kaiser Diokletian das Martyrium.
Sie ist von einer in Thessaloniki geborenen und später unter Licinus verfolgten Märtyrin zu unterscheiden, die ebenfalls Irene von Thessaloniki (auch  Irene von Konstantinopel) genannt wird. Die geweihte Jungfrau Irene war die Schwester der Jungfrauen Agape und Chione und wurde nach der Verwundung mit Pfeilen auf dem Scheiterhaufen verbrannt.
Die Reliquien Irenes gelangten im 13. Jahrhundert nach Lecce in Apulien. Sie gilt als Schutzpatronin gegen Blitz und Feuergefahr und wird mit Palmenzweig, Scheiterhaufen und Pfeil dargestellt. Ihr Gedenktag in der Liturgie der katholischen Kirche ist der 1. April, in der orthodoxen Kirche der 5. April, 16. April und 22. Dezember.